# Demokratische Partei (Thailand)
Die Demokratische Partei (Thai: พรรค ประชาธิปัตย์, RTGS: Phak Prachathipat, Aussprache: [pʰák pràʔt͡ɕʰaːtʰíʔpàt]) ist die älteste bestehende Partei Thailands. Ihre Ausrichtung ist royalistisch und liberal bis konservativ. Sie gehört der Liberalen Internationale an. Den Kern ihrer Wählerschaft bildet die städtische Mittelschicht. Ihre Hochburgen sind im Großraum Bangkok und in Südthailand.
Die Partei wurde 1946 von konservativen Royalisten gegründet. 1948 stellte sie nach ihrem Wahlsieg für einige Monate die Regierung. Nach der Machtübernahme des Militärs war sie zunächst in der Opposition. Von 1958 bis 1968 waren die Demokraten, wie alle anderen Parteien Thailands, verboten. Anschließend arbeitete die Partei wieder gegen die Militärherrschaft und nahm eine zunehmend liberale Ausrichtung an. Während einer kurzen demokratischen Phase verzeichnete sie 1975 und 1976 wieder Wahlerfolge und stellte kurzzeitig den Regierungschef. In den 1980er Jahren war sie als Juniorpartner an der Regierung beteiligt.
Von 1992 bis 1995 und von 1997 bis 2001 führte sie erneut selbst die Regierung, ebenso zwischen 2008 und 2011 unter Abhisit Vejjajiva, der von 2005 bis 2019 Parteivorsitzender war. Von 2011 bis zum Militärputsch 2014 waren die Demokraten größte Oppositionskraft im Parlament.

## Wähler und Ausrichtung

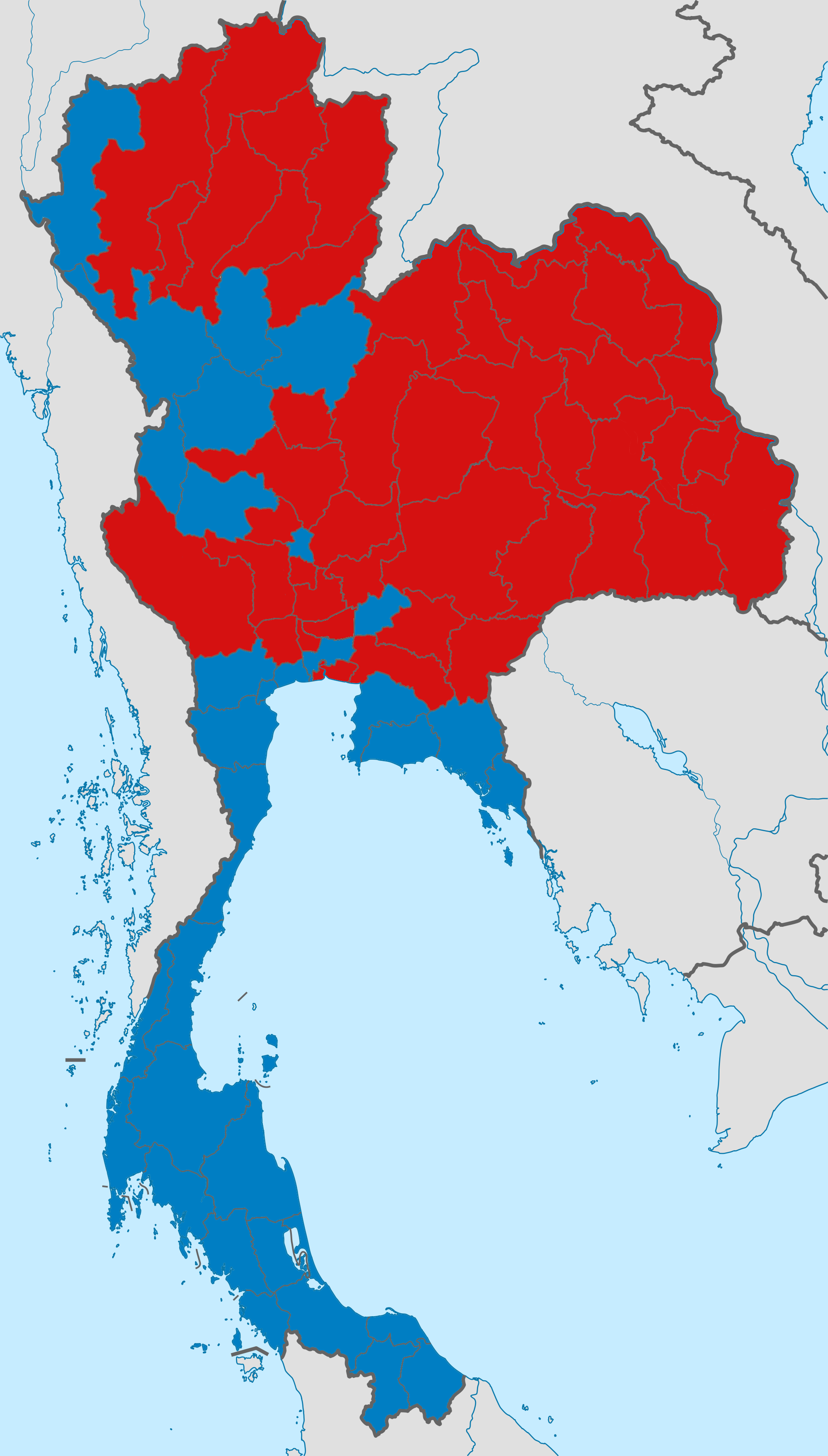
Stärkste Partei bei der Parlamentswahl 2011 nach Provinz: Demokratische Partei in hellblau, Pheu-Thai-Partei in rot.

Die Demokratische Partei findet ihre Unterstützer hauptsächlich in Südthailand und bei der städtischen Mittelschicht im Großraum Bangkok. Sie gilt traditionell als royalistisch. Duncan McCargo, der südostasiatische Politik erforscht und schwerpunktmäßig zu Thailand veröffentlicht, zählt die Demokratische Partei zu dem von ihm benannten „Netzwerk Monarchie“. Dieser von McCargo beschriebene lockere und informelle politische Zusammenschluss setzt sich aus dem Palast nahestehenden Personen und Gruppen im Kronrat, Politik, Militär und Verwaltung zusammen.
Die Demokraten befürworten eine liberale Verfassung, Rechtsstaatlichkeit und unbestechliche Verwaltung. Die Partei präsentiert sich als Grundpfeiler der Demokratie in Thailand und lehnt eine Militärherrschaft prinzipiell ab, ihre Opposition gegen autoritäre Regierungen war aber eher vorsichtig. Der auf Thailand spezialisierte Politikwissenschaftler Michael K. Connors verortet die Demokratische Partei als Vertreterin eines „royalen Liberalismus“, die sich in ihrer Geschichte zuverlässig aus einer Eliteposition gegen autoritäre Herrschaft und für den Erhalt von Privateigentum gestellt hat. Aufgrund ihrer stillschweigenden Billigung des Militärputsches von 2006 verlor sie weitgehend ihr in vorangegangenen Jahrzehnten erworbenes Ansehen als Gegnerin des Autoritarismus.
Die Demokraten haben ein marktwirtschaftliches Profil. Sie stehen für einen technokratischen Politikstil und behutsame Wirtschaftsreformen. Die Partei ist gegen Umverteilung zugunsten der Armen, stattdessen verteidigt sie den gesellschaftlichen Status quo. Sie spricht sich für eine Wirtschaftspolitik der Selbstbeschränkung und wirtschaftlichen Unabhängigkeit aus, wie sie der frühere thailändische König Bhumibol Adulyadej bewarb. Populistische Ausgabenprogramme und Konsumförderung auf Kredit lehnt sie ab. Dabei ist die Partei eher auf eine langfristige Perspektive als auf kurzfristige und konkrete Erfolge orientiert.
Während und nach der Asienkrise 1997/98 wurde sie als pro-kapitalistische Partei wahrgenommen, die vollständig auf die Umsetzung der vom Internationalen Währungsfonds auferlegten Maßnahmen setzte. Als Reaktion auf den Erfolg von Thaksin Shinawatra setzte sie ab 2005 auf ein „populistisches“ Programm, das das Eintreten für freiheitliche Demokratie und Zivilgesellschaft betont. Einige von Thaksin eingeführte Sozialprogramme hat sie in ihr politisches Konzept übernommen.
In der Außenpolitik stehen die Demokraten zum engen Bündnis mit den Vereinigten Staaten. Sie haben das autokratische System in Myanmar regelmäßig kritisiert. Insbesondere während der Regierungszeit ihres Parteivorsitzenden Chuan Leekpai in den 1990er Jahren verschlechterten sich die bilateralen Beziehungen merklich. Die von den Demokraten geführte Regierung unterstützte Demokratieaktivisten und aufständische ethnische Minderheiten im Nachbarland. Auch die Regierung von Abhisit Vejjajiva ging nach 2008 auf Distanz zu den Machthabern und mahnte demokratische Prinzipien an.

## Organisation
Seit den 1970er Jahren verfügt die Partei über Provinzverbände, seit den Achtzigern hat sie eine Jugendorganisation. Mitte der Neunziger meldete sie 300.000 Mitglieder. Die Demokraten haben eine Parteizentrale und zahlreiche Außenstellen mit Vollzeitmitarbeitern. Sie verfügen seit langem über eine aktive Mitgliedschaft und funktionierende innerparteiliche Demokratie. Damit unterschieden sie sich lange Zeit von den anderen Parteien in Thailand, die kaum über eine Organisationsstruktur verfügten, „persönliches Eigentum“ eines einzelnen Politikers oder einer bestimmten Gruppe waren.
Als einzige Partei setzte die Demokratische nicht auf die persönliche Popularität oder das Charisma eines Anführers. Daher konnte sie auch über mehrere Generationen fortbestehen. Während andere Parteien aus dem politischen Spektrum verschwanden, wenn ihr jeweiliger Spitzenmann aus der Politik ausschied, konnten bei den Demokraten immer wieder neue Politiker an die Spitze aufsteigen. Der Parteichef hat eine vergleichsweise beschränkte Rolle. Anders als die anderen Parteien in Thailand hat die Demokratische Partei formalisierte Regularien zur Wahl des Vorsitzenden und des Präsidiums. Kandidaten der Demokratischen Partei werden häufiger als diejenigen anderer Parteien aufgrund ihrer Parteizugehörigkeit und weniger aufgrund ihrer persönlichen Bekanntheit und Popularität gewählt.
Die Demokratische Partei verlangt von ihren Mitgliedern beim Beitritt 20 THB und jährlich weitere 20 THB Mitgliedsbeitrag. Sie unterscheidet sich darin von den anderen thailändischen Parteien, die traditionell keine Beiträge erheben. Von ihren Vorstandsmitgliedern, Ministern und Parlamentariern erwartet sie, dass sie 5 % (Wahlkreisabgeordnete) bzw. 10 % (Listenabgeordnete, Minister und Vorstandsmitglieder) ihres Gehalts an die Partei spenden. 2003 gab die Partei gegenüber der Wahlkommission an, 3,82 Millionen Mitglieder zu haben. Die Behörde stellte allerdings fest, dass davon 1,37 Millionen zugleich auch Mitglied einer anderen Partei waren. Solche Mehrfachmitgliedschaften sind bei allen Parteien in Thailand verbreitet. Parteimitgliedschaften werden oftmals als schneller Weg zu Privilegien genutzt und sagen wenig über tatsächliche politische Loyalität aus. Ende 2008 verzeichnete die Partei 2,87 Millionen Mitglieder. Auch diese Zahl ist fragwürdig angesichts der Tendenz thailändischer Parteien zur Übertreibung. Gemessen an der Anzahl der Wähler der Partei ist sie jedoch im Vergleich mit anderen thailändischen Parteien noch niedrig. Die frühere Thai-Rak-Thai-Partei etwa teilte 2006 eine Mitgliederzahl mit, die fast so hoch war wie die ihrer Wähler.
Die Demokratische Partei gehört der Liberalen Internationale an und ist seit 1993 ein Gründungsmitglied von deren Regionalorganisation Council of Asian Liberals and Democrats (CALD). Sie ist ein Partner der Friedrich-Naumann-Stiftung, von der sie Unterstützung durch Strategieplanung, Seminare und Kandidatentrainings erhält.

## Symbole

Logo der Demokratischen Partei

Das Logo der Partei zeigt die buddhistische Erdgöttin Thorani, die Wasser aus ihrem Haar wringt. Die Partei verwendet es seit ihrer Gründung 1946. Das Bild ist inspiriert von der Thorani-Statue am Sanam Luang in Bangkok, die von Königin Saovabha in Auftrag gegeben wurde. Das Motto der Partei ist der Pali-Vers saccaṃ ve amatā vācā („Unsterblich, wahrlich, ist der Wahrheit Wort.“). Logo und Motto stehen für die Wichtigkeit von Erde und Wasser für Thailand und die Bedeutung von Wahrhaftigkeit. Sie sollen die Werte der Partei symbolisieren. Die Parteifarbe ist hellblau.

## Geschichte

### Gründung und frühe Jahre (1946–1958)

Khuang Aphaiwong, der erste Vorsitzende der Partei

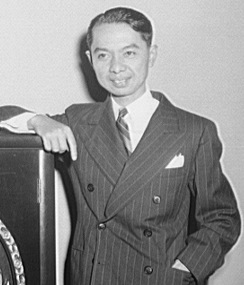
Seni Pramoj, erster Generalsekretär und von 1968 bis 1979 Vorsitzender der Partei

Eine Vorläuferin der Demokratischen Partei war die 1945 gegründete, kurzlebige Fortschrittspartei der adeligen Brüder Seni und Kukrit Pramoj. Die Demokratische Partei selbst wurde 1946 gegründet und hat damit die größte Kontinuität in der thailändischen Parteienlandschaft. Ihr Ziel war zunächst, ein Gegengewicht zum Linksliberalismus von Pridi Phanomyong zu bilden, der der einflussreichste Politiker während der kurzen parlamentarisch-demokratischen Phase nach der Entmachtung von Feldmarschall Phibunsongkhram war. In der Demokratischen Partei schlossen sich Abgeordnete zusammen, die den Ministerpräsidenten Khuang Aphaiwong unterstützten, nachdem die Pridi nahestehende Parlamentsmehrheit ihm das Misstrauen ausgesprochen hatte. Ihr Programm war konservativ und pro-monarchisch. Erster Vorsitzender der Demokratischen Partei wurde Khuang, der 1932 noch Mitglied der Volkspartei und Förderer der „Siamesischen Revolution“ gewesen war, sich inzwischen aber von seinen einstigen Verbündeten entfremdet hatte.
Seni Pramoj, erster Generalsekretär der Partei, erklärte die Grundidee der royalistischen Demokraten, dass die konstitutionelle Monarchie Garant für die Demokratie sei. Solange ein konstitutioneller Monarch dem Staat vorstehe, könne kein Politiker nach der totalen Macht streben und Diktator werden. Diese Überzeugung war eine Lehre aus der autoritären und militaristischen Herrschaft Phibunsongkhrams. Der Partei traten vor allem Aristokraten, Mitglieder des Königshauses und Großgrundbesitzer bei. Sie konnte aber zunächst keine feste Anhängerschaft oder gar eine Massenbasis aufbauen.
Die Demokraten attackierten die von der Pridi geführte Regierung massiv. Sie warfen ihr die steigenden Lebenshaltungskosten, die Reisknappheit und die rasende Inflation vor. Zudem unterstellten sie Pridi, für den Tod des jungen Königs Ananda Mahidol verantwortlich zu sein. Politiker der Demokraten unterstützten inoffiziell den Militärputsch im November 1947, der ihren Rivalen Pridi Phanomyong von der Macht verdrängte. Anschließend setzte die Coup-Gruppe Khuang als Premierminister ein, da sie sich so internationale Akzeptanz für ihre Herrschaft versprach. Nach dem Erfolg der Demokraten bei den Wahlen im Januar 1948 blieb er im Amt.
Zwei Monate später musste er jedoch wieder zurücktreten, um dem Militär unter Feldmarschall Phibunsongkhram Platz zu machen, das sich als durchsetzungsfähiger zeigte. Anschließend waren die Demokraten die Hauptoppositionspartei. Wichtige Vertreter der Partei, vor allem die Pramoj-Brüder, und royalistische Juristen wirkten jedoch noch prägend an der Ausarbeitung der stark monarchisch charakterisierten Verfassung von 1949 mit. Erst als die Militärs 1951 die Verfassung von 1932 wieder in Kraft setzten, die die Rollen des Königs und des Parlaments schwächte und keine Parteien zuließ, war ihr Einfluss ausgeschaltet.
Nach der Wiederzulassung politischer Parteien 1955 gehörten die Demokraten zu den schärfsten Kritikern der Regierung von Phibunsongkhram. Sie warfen ihr mangelnden Respekt vor der Monarchie und nach der manipulierten Wahl von 1957 auch Wahlbetrug vor. Besonders Kukrit Pramoj attackierte den Premier in seiner Zeitung Siam Rath heftig. So begrüßten die Demokraten die Entmachtung Phibunsongkhrams durch den Putsch 1957 von Feldmarschall Sarit Thanarat. Nach dem Erfolg der Demokraten bei den Nachwahlen im März 1958 verbot Sarit jedoch wieder alle Parteien und die Demokratische Partei stellte ihre Aktivität bis 1968 ein.

### Opposition gegen die Militärherrschaft und demokratisches Zwischenspiel (1968–1976)
Mit der Wiederzulassung politischer Parteien durch die Verfassung von 1968 gründete sich die Demokratische Partei erneut. Seni Pramoj wurde ihr Vorsitzender. Bei den Parlamentswahlen 1969 wurde sie zweitstärkste Kraft hinter der Vereinten Volkspartei (Saha Prachathai), die die amtierenden Militärmachthaber gegründet hatten. In der Hauptstadt Bangkok gewannen die Demokraten sogar alle Wahlkreise, was als Blamage für die Volkspartei empfunden wurde. Der Demokratischen Partei traten in dieser Zeit viele junge Intellektuelle, Geschäftsleute und Juristen bei, die für eine zunehmend liberale Ausrichtung der Partei sorgten. Während der Siebzigerjahre kam es mehrfach zu ideologischen Konflikten zwischen älteren Konservativen und jüngeren Liberalen in der Partei.
Aus der Opposition heraus bereitete die Demokratische Partei dem demokratischen Volksaufstand im Oktober 1973 den Boden, der zum Ende der Militärherrschaft führte. Anschließend herrschte für eine kurze Phase bis 1976 Parteienpluralismus. Die Demokratische Partei stand in dieser Zeit in der Mitte des politischen Spektrums und war um Ausgleich bemüht. Dabei war sie selbst in einen konservativen und einen gemäßigt linken Flügel geteilt. In der Kampagne zur ersten Wahl nach dem Ende der Militärdiktatur im Januar 1975 warb die Partei mit dem Konzept eines „milden Sozialismus“ und wurde als progressive Kraft wahrgenommen. Sie wurde unter der großen Zahl neuer Parteien deutlich stärkste Kraft. Die anschließend gebildete Vielparteienkoalition unter Seni Pramoj zerbrach jedoch bereits nach wenigen Wochen. Die Demokraten fanden sich nach der Bildung einer neuen Koalition unter Senis Bruder Kukrit Pramoj, der inzwischen der Sozialen Aktionspartei vorstand, in der Opposition wieder. Einzelnen Politikern der Demokraten wurde von Militärs und rechten Politikern angebliche Nähe zum Kommunismus vorgeworfen. In der aggressiven antikommunistischen Stimmung vor der vorgezogenen Neuwahl 1976 konnten die Konservativen in der Partei erstarken und sie schwenkte leicht nach rechts. Bei der Neuwahl steigerten die Demokraten ihre Sitzzahl deutlich. Seni bildete eine Koalitionsregierung, die diesmal fünf Monate hielt. Die innenpolitischen Konflikte nahmen zu und nach dem Massaker an der Thammasat-Universität im Oktober wurde Seni durch einen Militärputsch entmachtet.

### Erneute Militärherrschaft und „Halbdemokratie“ (1976–1992)
1978 spaltete sich der rechte Flügel der Demokraten unter Samak Sundaravej ab und bildete die Thailändische Bürgerpartei. Infolgedessen brachte die Wahl 1979 nur schwache Ergebnisse für die Demokraten. Sie verloren in der vormaligen Hochburg Bangkok bis auf einen alle ihrer Sitze. Durch den Austritt der Konservativen dominierten nun die liberalen Kräfte die Partei. 1980 wurde der parteilose General Prem Tinsulanonda Ministerpräsident. Prem galt als „Mann der Mitte“, der bei Militärs und zivilen Politikern gleichermaßen anerkannt war. Er bezog die Demokraten in seine Regierung ein und demokratisierte das Land wieder schrittweise. Wie Prem galten die Demokraten als gemäßigt und „sauber“. Die Wahl 1986 gewann die Demokratische Partei. Sie beanspruchte aber das Amt des Regierungschefs nicht für ihren Vorsitzenden Bhichai Rattakul, sondern stützte weiterhin Prem. Anschließend fiel sie in parteiinterne Flügelkämpfe über Personalfragen. Aufgrund der Uneinigkeit und Unzuverlässigkeit der Demokratischen Partei musste Prem 1988 Neuwahlen ansetzen, bei denen die Demokraten mehr als die Hälfte ihrer Sitze verloren. Sie wurden Juniorpartner im Koalitionskabinett von Chatichai Choonhavan. Im Jahr 1991 übernahm Chuan Leekpai den Parteivorsitz von Bhichai. In der Folge nahm die Popularität der Partei wieder deutlich zu, insbesondere in Chuans Heimatregion Südthailand.

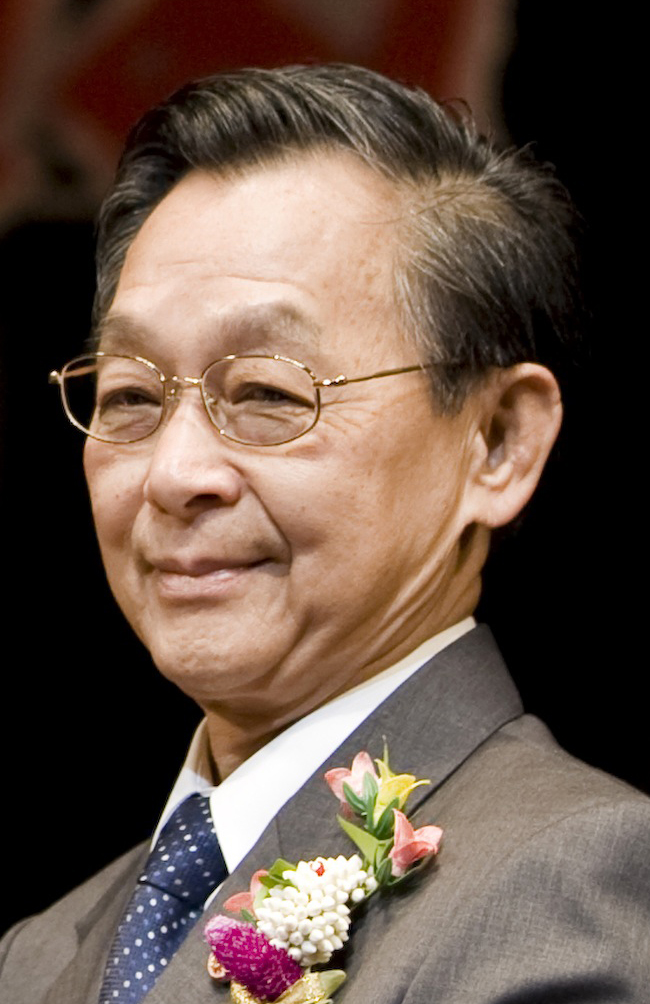
Chuan Leekpai, Vorsitzender (1991–2003) und Ehrenvorsitzender der Demokratischen Partei

Die Regierung von Chatichai wurde 1991 durch einen Militärputsch entmachtet. Im März 1992 ließen die Putschisten Wahlen abhalten, die die von ihnen gegründete Samakkhi-Tham-Partei gewann. Die Demokraten gingen in die Opposition gegen die militärgestützte Regierung von General Suchinda Kraprayoon. Deswegen bezeichnete die thailändische Presse sie als eine der „Engelsparteien“ (im Gegensatz zu den pro-militärischen „Teufelsparteien“). Der Parteivorsitzende Chuan Leekpai klagte in dieser Zeit über Todesdrohungen. Die Demokraten beteiligten sich jedoch nicht an den Straßenprotesten, die im Mai in blutige Zusammenstöße ausuferten und Suchinda zum Rücktritt zwangen (Schwarzer Mai). Im September 1992 fanden Neuwahlen statt, bei denen Chuan mit dem Slogan „Ich glaube an das parlamentarische System“ warb. Die Demokratische Partei konnte ihr Ergebnis fast verdoppeln und Chuan bildete eine Regierung der „Engelsparteien“.

### Mehrparteiendemokratie (1992–2001)
Chuans Koalitionsregierung reagierte nur sehr zögerlich auf Forderungen von Demokratieaktivisten nach tiefgreifenden Reformen. Diese zeigten sich enttäuscht vom Premier und den Demokraten und warfen ihnen vor, ihre Versprechen gebrochen zu haben. Das traditionelle Konzept der Demokraten eines moderaten, liberalen Royalismus ging ihnen nicht weit genug. Eine von Chuans Regierung angestrengte Landreform sollte armen Bauern, die in Staatseigentum befindliches Land besetzt hatten, dieses legal zusprechen. Als eine Abgeordnete der Demokraten, die in Phuket für die Umsetzung der Reform zuständig war, ihren nicht bedürftigen Verwandten Land zuteilte, kam es 1995 zum Skandal. Die Regierung zerbrach und bei den vorgezogenen Wahlen mussten die Demokraten deutliche Verluste hinnehmen. Chuans Ruf als sauberer und aufopferungsvoller Politiker wurde durch diesen Vorfall zwar nicht geschmälert, es wurde aber offensichtlich, dass er seine Partei nicht unter Kontrolle hatte.
Das Parteiprogramm von 1996 konzentrierte sich in erster Linie auf die Wirtschaftspolitik. Die Demokraten sprachen sich für Maßnahmen zur Stabilisierung der Währung und Begrenzung der Inflation aus, um das Vertrauen von Investoren anzuregen. Sie forderten eine ausgeglichene Außenhandelsbilanz durch mehr Exporte sowie Unabhängigkeit für die thailändische Zentralbank.
1997, auf dem Höhepunkt der Asienkrise, wurde Chuan erneut Ministerpräsident. Zuvor fand keine Neuwahl des Parlaments statt, sondern eine kleinere Koalitionspartei verließ die Regierung von Chavalit Yongchaiyudh und verschaffte den Demokraten eine Mehrheit. Um die Wirtschaft Thailands aus der Krise zu führen, folgte Chuans Regierung genau den Vorgaben des Internationalen Währungsfonds. Sie ließ Unternehmen bankrottgehen, die Zinssätze stark steigen und kürzte Sozialausgaben. Die Probleme des ländlichen Raums vernachlässigte die Demokratische Partei. Das Versprechen der Vorgängerregierung, durch Staudammprojekte (Pa-Sak-Chonlasit-Staudamm) umgesiedelte Dorfbewohner zu entschädigen, nahm sie wieder zurück. Darauf folgende Proteste lehnte sie als Angriff auf den Rechtsstaat ab. Die neue Thai-Rak-Thai-Partei (TRT) von Thaksin Shinawatra nutzte die Unbeliebtheit dieser Maßnahmen. Der Zusammenarbeit der Demokraten mit internationalen Institutionen setzte TRT eine nationale Herangehensweise entgegen, statt Sparmaßnahmen versprach sie Entwicklungsprogramme. Im Kontrast zum technokratischen Regierungsstil des Berufspolitikers Chuan versprach der Unternehmer Thaksin, er würde das Land wie der Vorstandschef eines Wirtschaftsunternehmens führen. Progressive Gruppen und Bauernverbände rieten 2001 von der Wahl der Demokraten ab und forderten zur Unterstützung der TRT auf. Die Partei verlor massiv an Zustimmung.

### Opposition gegen Thaksin (2001–2006)

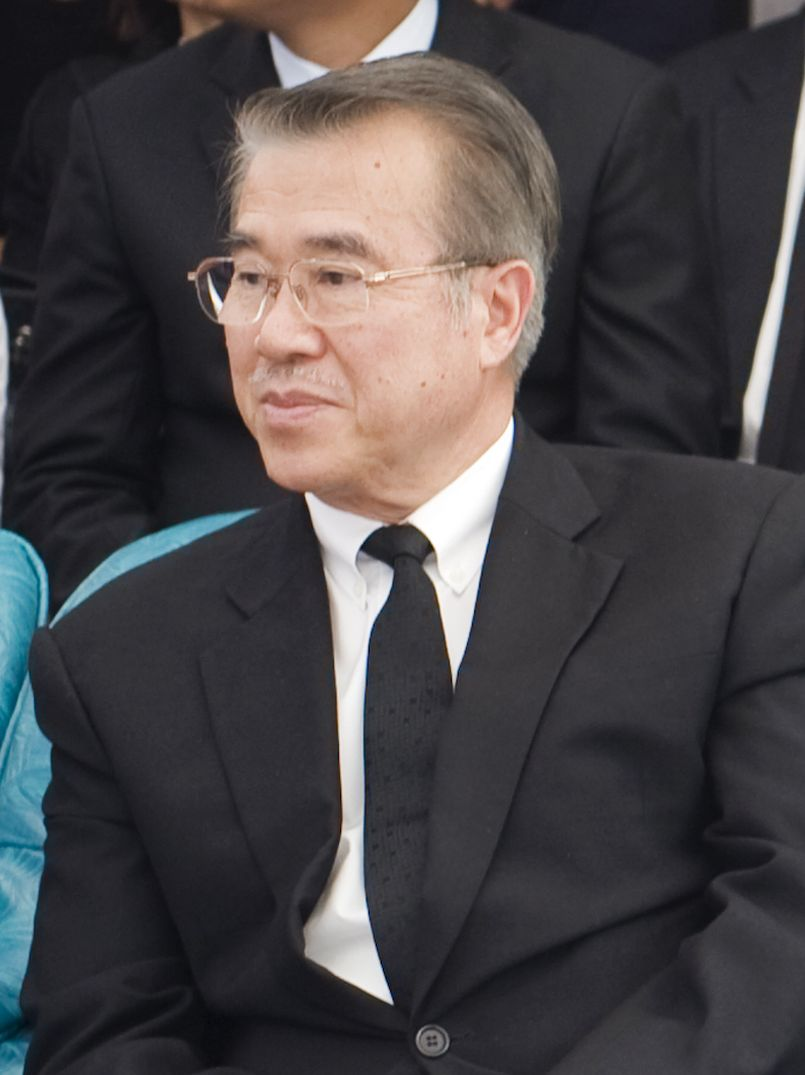
Banyat Bantadtan, ehemaliger Parteivorsitzender (2003–2005)

Nach der Wahl 2001, bei der die Demokratische Partei nur halb so viele Sitze wie die Thai-Rak-Thai-Partei errang, stürzte sie in eine anhaltende Krise. Es gelang ihr nicht, einen überzeugenden Gegenentwurf zum populären Programm der TRT zu präsentieren.
2003 kam es zu einer Kampfabstimmung um die Nachfolge Chuan Leekpais als Parteivorsitzender. Der erfahrene Parteipolitiker und Abgeordnete Banyat Bantadtan trat gegen den 38-jährigen, in England geborenen und in Oxford ausgebildeten Wirtschaftswissenschaftler Abhisit Vejjajiva an. Abhisit war der Favorit Chuans und galt als Vertreter des liberalen Flügels. Banyat hatte dagegen die Unterstützung des sehr gut vernetzten Generalsekretärs und geschickten Strippenziehers Sanan Kachornprasart. Die beiden Kandidaten machten landesweit regelrechten Wahlkampf. Letztendlich konnte Banyat mit Sanans Hilfe mehr Verantwortliche in den Ortsverbänden auf seine Seite ziehen und gewann mit einem Prozentpunkt Vorsprung.
2005 versuchte die Demokratische Partei die Vorherrschaft von TRT zu brechen, indem sie deren Sozialprogramme nachahmte. Sie warb um die Unterstützung der Landbevölkerung in der Nordostregion, dem so genannten Isan, indem sie kostenlose Gesundheitsversorgung, niedrigere Studiengebühren und Schuldenerlass für Mikrokreditnehmer versprach. Gleichzeitig präsentierte sie sich als liberale Partei, die für eine lebendige Zivilgesellschaft eintrat. Dies kann als programmatische Entwicklung in Richtung Sozialliberalismus zusammengefasst werden. Jedoch gab es weiterhin Stimmen bei den Demokraten, die den Erfolg Thaksins nur mit der mangelnden Bildung der Landbevölkerung und darin begründeten Anfälligkeit für Populismus und mit Ausgaben verbundene Versprechen begründeten. Diese großstädtischen, elitären Liberalen waren überzeugt, dass ihre Partei nur in den Städten erfolgreich war, weil dort die aufgeklärteren, politisch reiferen Bürger wählten. Nach der verheerenden Niederlage der Partei (sie fiel auf 96 Sitze zurück, während TRT fast vier Fünftel des Parlaments kontrollierte) trat Banyat Bantadtan als Vorsitzender zurück. Diesmal wurde Abhisit Vejjajiva ohne Gegenkandidaten zu seinem Nachfolger gewählt.
Die Demokratische Partei stellte sich hinter die Massenproteste der Volksallianz für Demokratie („Gelbhemden“) gegen den Ministerpräsidenten Thaksin, dem sie Korruption und Machtmissbrauch vorwarf. Gemeinsam mit den wichtigsten anderen Oppositionsparteien boykottierte sie die Wahlen im April 2006, um gegen die Regierungspartei TRT und Thaksin zu protestieren. So wurde das Parlament anschließend von der TRT allein gestellt. Letztere forderte daher im Juli 2006, die Demokraten aufzulösen, da sie mit dem Aufruf zum Wahlboykott und ihrem Fernbleiben von der Wahl gegen die Verfassung verstoßen hätten. Zu weiteren Schritten gegen die Demokraten kam es jedoch nicht, da die TRT durch den Militärputsch im September des gleichen Jahres entmachtet wurde. Die Parteiführung sah den Staatsstreich zunächst als gerechtfertigt an und billigte ihn stillschweigend. Sie befürwortete die unter der Ägide der Militärs ausgearbeitete neue Verfassung, die eine Schwächung des Einflusses von Parteien und gewählten Politikern sowie die Ernennung eines Teils der Mitglieder des Senats vorsieht. Anschließend kritisierte sie die vom Militär eingesetzte Übergangsregierung jedoch zunehmend.

### Nach dem Putsch 2006 und Regierung Abhisit (2008–2011)

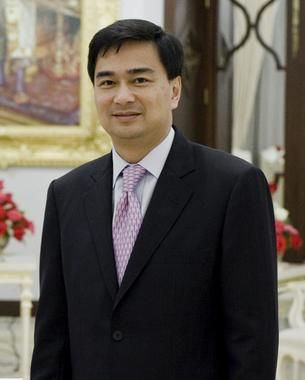
Abhisit Vejjajiva, ehemaliger Parteivorsitzender (2005–19)

Im Mai 2007 verbot das nach dem Putsch gebildete „Verfassungstribunal“ die Thai-Rak-Thai-Partei aufgrund schwerer Verstöße gegen das Wahlrecht. Die Demokratische Partei, der von ihren Gegnern vergleichbares Fehlverhalten sowie das Hervorbringen falscher Anschuldigungen gegen die TRT vorgeworfen wurde, sprach es gleichzeitig in einstimmiger Entscheidung frei.
Aus den Wahlen vom 23. Dezember 2007 ging die Demokratische Partei als zweitstärkste Kraft hervor. Sie lag zwar in Bangkok und in der Südregion deutlich vorne und war bei den nach Parteilisten vergebenen Sitzen mit der TRT-Nachfolgeorganisation „Partei der Volksmacht“ (PPP) fast gleichauf, diese gewann aber dank ihrer Stärke im bevölkerungsreichen Norden und Nordosten. Anschließend waren die Demokraten die einzige Oppositionspartei. 2008 schlugen sie vor, die Strafdrohung auf Majestätsbeleidigung von 15 auf 25 Jahre zu erhöhen. Im August 2008 unterstützten sie die Forderung der „Gelbhemden“ nach Rücktritt des Ministerpräsidenten Samak Sundaravej, den sie unter anderem für den Anstieg der Verbraucherpreise verantwortlich machten.
Im Dezember 2008 verbot das thailändische Verfassungsgericht die PPP und zwei ihrer Koalitionspartner wegen Wahlbetrugs und verhängte ein befristetes Politikverbot gegen ihre Spitzenpolitiker. Die nicht betroffenen Parlamentarier gründeten sogleich Ersatzorganisationen, insbesondere die Pheu-Thai-Partei. Ein Flügel der ehemaligen PPP unter Newin Chidchob machte sich jedoch als Bhumjaithai-Partei selbstständig und lief zum Lager der Demokraten über. Mit dessen Stimmen und denen der vormaligen Koalitionspartner der PPP wurde Abhisit Vejjajiva zum Ministerpräsidenten gewählt und konnte eine Koalitionsregierung bilden. Gründe für das Überlaufen der kleineren Parteien waren vermutlich Geldzahlungen und Druck durch die Militärspitze, namentlich durch General Anupong Paochinda.
Abhisit erklärte die Belebung der Wirtschaft und die Verteidigung der Institution Monarchie zu den Hauptprioritäten seiner Regierung. Auf Grundlage des „Computerkriminalitäts-Gesetzes“ zensierte sie das Internet erheblich. Das Amt zur Aufsicht der Informationstechnologie blockierte zwischen 2007 und Ende 2009 20.000 Websites, die nach Ansicht der Regierung „systematisch versuchten, den Thron zu unterminieren.“ Die von den Demokraten geführte Regierung wurde von der Thaksin nahestehenden Bewegung der „Rothemden“ erbittert bekämpft. Sie prangerten die Art und Weise des Regierungswechsels als undemokratisch an und warfen Abhisit vor, eine Marionette der Militärführung zu sein. Ihre Proteste eskalierten in schweren Unruhen 2009 und 2010. Im November 2010 entschied das Verfassungsgericht mit vier zu zwei Stimmen, eine Klage gegen die Partei wegen Veruntreuung von Geldern der Wahlkommission aus dem Jahr 2005 nicht weiterzuverfolgen. Als Gründe nannte das Gericht Formfehler.

### Opposition gegen Yingluck (2011–2014)
Die Demokratische Partei trat am 3. Juli 2011 unter dem Spitzenkandidaten Abhisit Vejjajiva bei der Parlamentswahl in Thailand 2011 an. Infolge der Niederlage der Partei trat er vom Posten des Parteivorsitzenden zurück. Die Partei wählte ihn kurz darauf wieder in das Spitzenamt und er wurde parlamentarischer Oppositionsführer gegen die Pheu-Thai-geführte Koalitionsregierung von Yingluck Shinawatra. Bei der Direktwahl des Gouverneurs der Hauptstadt Bangkok im März 2013 wurde der Demokrat Sukhumbhand Paribatra wiedergewählt. Die Demokratische Partei führte bereits seit 2004 die Stadtregierung.
Mitglieder der Demokratischen Partei beteiligten sich Ende 2013 maßgeblich an den Massenprotesten gegen die Regierung. Der ehemalige Generalsekretär der Partei, Suthep Thaugsuban, legte im November sein Parlamentsmandat nieder und trat aus der Partei aus, um nur noch Anführer der Protestbewegung zu sein. Im Dezember zogen sich dann auch die verbliebenen Abgeordneten der Partei aus dem Repräsentantenhaus zurück und brachten damit die Regierung dazu, das Parlament aufzulösen und Neuwahlen anzuberaumen. Die Partei boykottierte die Wahlen am 2. Februar 2014. Sie gab an, dass es bis zum Wahltermin nicht möglich wäre, die ihrer Ansicht nach notwendigen Reformen durchzuführen, um eine funktionierende Demokratie ohne unzulässige Wählerbeeinflussung zu schaffen und das Vertrauen der Bevölkerung in das politische System wiederherzustellen. Das zu erwartende Ergebnis sei deshalb keine Abbildung des wahren Wählerwillens. Von Protestierenden, die die Wahlvorbereitungen störten und versuchten, die Durchführung des Urnengangs so zu verhindern, distanzierte sich die Parteiführung jedoch.

### Erneute Militärherrschaft (2014-August 2023)
Infolge des Militärputsches im Mai 2014 mussten die Demokraten – wie alle politischen Parteien – ihre Aktivität einstellen. Sukhumbhand Paribatra blieb jedoch zunächst Gouverneur von Bangkok. Er wurde im August 2016 vom Führer der Militärjunta, General Prayut Chan-o-cha, auf Grundlage von dessen Sondervollmachten (Artikel 44 der Übergangsverfassung) suspendiert und im Oktober 2016 endgültig seines Amtes enthoben, mit der Begründung, dass er „in mehrere Rechtsfälle verwickelt“ sei.
Im Vorfeld der Parlamentswahl im März 2019 nahm die Demokratische Partei die Arbeit wieder auf und nominierte Abhisit Vejjajiva erneut als Spitzenkandidaten. Bei der Wahl kamen die Demokraten mit 11 % der Stimmen und 52 der 500 Sitze nur auf den vierten Platz. Sie verloren gegenüber der Legislaturperiode mehr als zwei Drittel ihrer Sitze. Insbesondere verlor die Partei sämtliche Wahlkreise in ihrer bisherigen Hochburg Bangkok. Das wurde als schwere Niederlage gewertet, Abhisit trat noch am Wahlabend vom Parteivorsitz zurück. Zum neuen Vorsitzenden wurde im Mai 2019 Jurin Laksanawisit gewählt, ein langjähriger Abgeordneter sowie ehemaliger Bildungs- und Gesundheitsminister. Er setzte sich mit deutlicher Mehrheit gegen seinen parteiinternen Konkurrenten, den ehemaligen Justizminister Pirapan Salirathvibhaga, durch. Noch schwächer schnitten Korn Chatikavanij (ehemaliger Finanzminister) und Apirak Kosayodhin (ehemaliger Gouverneur von Bangkok) ab, die sich ebenfalls um den Vorsitz beworben hatten.
Obwohl die Demokraten nur viertstärkste Kraft im Parlament sind, wurde der mittlerweile 80-jährige ehemalige Ministerpräsident und Ehrenvorsitzende der Demokraten, Chuan Leekpai, zum Präsidenten des Repräsentantenhauses und damit Sprecher der thailändischen Nationalversammlung gewählt. Er erhielt dabei die Stimmen der Phalang-Pracharat-Partei, die der herrschenden Militärjunta nahesteht. Dahinter wird eine Absprache vermutet, nach der die Demokratische Partei im Gegenzug einer Regierungskoalition unter Führung von Phalang Pracharat beitritt.

### Parlamentswahl 2023
Im Mai 2023 erlitt die Demokratische Partei bei der Parlamentswahl hohe Verluste.